# Saint-Paul-le-Gaultier
Saint-Paul-le-Gaultier là một xã trong tỉnh Sarthe ở tây bắc nước Pháp. Xã này nằm ở khu vực có độ cao từ/trung bình mét trên mực nước biển.